# Marc Martí
Marc Martí (Molins de Rei, 1966. március 1. –) spanyol rali-navigátor. Jelenleg Dani Sordo navigátora a világbajnokságon.

## Pályafutása
Oriol Gómez navigátoraként debütált a rali-világbajnokságon 1992-ben. 1999-ben Jesús Puras mellé került a Citroen gyári csapatába. A 2001-es Korzika ralin megszerezték pályafutásuk, és a Citroen Xsara WRC első győzelmét.
2003-ban Carlos Sainz navigátora lett. A 2003-as szezonban a bajnokság harmadik helyén zártak, valamint megnyerték a Török-ralit. 2004-ben győztek az Argentin ralin, a bajnokságot pedig a negyedik helyen zárták.
Sainz visszavonulása után Marc, a szintén spanyol Dani Sordo mellett folytatja pályafutását. Közös munkájuk eredményeként 2005-ben megnyerték a junior rali-világbajnokságot, 2006-tól pedig a Citroen gyári csapatában versenyeznek.

### Rali-világbajnoki győzelmei
| #  | Dátum                        | Rali          | Versenyző    | Autó              | Összefoglaló |
| -- | ---------------------------- | ------------- | ------------ | ----------------- | ------------ |
| 1. | 2001. október 19–21.         | Korzika-rali  | Jesús Puras  | Citroen Xsara WRC | Összefoglaló |
| 2. | 2003. február 27.–március 2. | Török rali    | Carlos Sainz | Citroen Xsara WRC | Összefoglaló |
| 3. | 2004. július 15–18.          | Argentin rali | Carlos Sainz | Citroen Xsara WRC | Összefoglaló |